# Sickman
«Sickman» (с англ. — «Больной») — песня американской гранж-группы Alice in Chains из альбома Dirt.

## История создания
С лирической точки зрения альбом Dirt переполнен эмоциями: музыка альбома мрачная, местами неряшливая, мощная, с уклоном в металл, несущая зловещий оттенок. Большая часть альбома была написана в дороге гитаристом Джерри Кантреллом. В 1993 году он сказал: «Над этим альбомом мы долго искали себя, чтобы передать множество острых ощущений». В попытке описать суть группы, жанр альбома и своё поколение, в 1990 году Кантрелл объяснил: «Мы справляемся с нашими повседневными демонами через музыку. Мы выплёскиваем весь негатив, который накапливается в течение дня, когда играем».
Агрессивная и откровенно злая «Sickman» повествует о наркотической зависимости. Мрачный и безнадёжный текст рисует образ о главного героя, злоупотребляющего психоактивными веществами, теряющего контроль над своей жизнью и впадающего в отчаяние в предчувствии гибели..
Текст «Sickman» мрачен и изменчив: тёмный и задумчивый вначале, далее он полон злобы, нарастающей в финале. Аранжировка песни также необычна: песня следует своего рода регулярной структуре куплета, припева и проигрыша, но это запутанный, хриплый и тревожный паттерн, постоянно меняющий темп, тактовый размер и тональность. Музыка усиливает восприятие содержания песни, по сути, отображающего зависимость от наркотиков, ненависть к себе и мрачный, болезненный взгляд на перспективу в жизни. «Sickman» представляет собой дезориентирующий трек, лирически наполненный безнадёжностью и отчаянием, а музыкальные элементы блестяще поддерживают эту тему.
Процесс создания песни «Sickman» стал самой технически сложной задачей. Барабанщик Шон Кинни не играл, используя определённый барабанный паттерн, поэтому его барабанные партии во время песни менялись. Продюсер Дэйв Джерден обнаружил полтора такта в барабанной партии, которые стали центральным моментом песни. Он хотел, чтобы песня постепенно ускорялась, поэтому попросил звукоинженера Брайана Карлстрома проделать утомительную работу по копированию этих полутора тактов и затем их редактированию. По словам Карлстрома, ему приходилось делать копии баров с одного магнитофона на другой, при этом медленно менять скорость, далее создавать их копии и постепенно увеличивать скорость. «Нам пришлось делать [несколько] копий на двухдюймовой ленте этой ударной партии, а затем редактировать эти полтора такта барабана снова и снова, просто вырезая их лезвием бритвы. И на это ушло около двух дней»— вспоминал Джерден.
Гитарист Джерри Кантрелл рассказывал:
Лейн [Стейли] сказал: «Я хочу написать несколько действительно сумасшедших текстов, поэтому мне нужна самая безумная, дикая, запредельная музыка, которую ты когда-либо делал». Поэтому я собрал все эти риффы, которые у меня были. Они были настолько разрозненными, но я показал их Майку[Старр] и Шону — и они просто обалдели и пошли гораздо дальше, чем я думал. Потом мы отдали их Лейну, и вот что из этого получилось. Лейн специально попросил определённое настроение, и мы смогли его создать. Там есть металлический хруст, психо-цирковая полька, после нее — спид-металлический, сказочный, наркотически-странный звук, а затем — действительно странный припев. Вживую это очень мощно.
По мнению Кантрелла, «Sickman» — одна из лучших аранжировок, которую он когда-либо делал, но также самая трудная песня для музыкантов в плане исполнения.
В примечаниях к бокс-сету Music Bank Кантрелл сказал о песне:
Однажды Лейн пришел ко мне и попросил написать ему самую больную мелодию, самую чокнутую, тёмную, самую офигенную и тяжелую вещь, которую я только могу написать, и я так и сделал. Я написал музыку, отдал ее ему, а он написал текст

## Выпуск и критические отзывы
Песня была выпущена на студийном альбоме Dirt и в бокс-сете Music Bank (1999). Также «Sickman» был размещен на сингле «Rooster».
Билл Адамс из Ground Control считает, что песни из альбома Dirt, такие как «Sickman», являются настоящими произведениями, примером написания песен и показывают сложные отношения: от любви и ненависти Стейли к наркозависимости.
Джиллиан Драхман из Metal Injection: «Песня «Sickman» напоминает алкогольную делирию: "I can feel the wheel, but I can’t steer / When my thoughts become my biggest fear"» (англ. Я за рулём, но не могу управлять / Когда начинаю бояться собственных мыслей).

## Концертные выступления
Впервые песню исполнили в Hollywood Palladium, Лос-Анджелес 6 октября 1991 году на вечеринке в честь 5-летия журнала RIP. Композиция регулярно звучала во время гастролей группы. Последний раз группа сыграла песню в Agganis Arena, в Бостоне 22 сентября 2010 года.

## Участники записи
- Лейн Стейли — ведущий вокал
- Джерри Кантрелл — бэк-вокал, гитара
- Майк Старр — бас-гитара
- Шон Кинни — ударные